# 千代台公園陸上競技場
千代台公園陸上競技場（ちよがだいこうえんりくじょうきょうぎじょう）は、北海道函館市の千代台公園にある陸上競技場。日本陸上競技連盟「第2種公認陸上競技場」の認定を受けている。インフィールドの芝生以外すべて全天候型舗装となっており、陸上競技やサッカー公式戦が行われている。

## 解説
1961年（昭和36年）に開設され、1999年（平成11年）に道南地方で唯一となる日本陸連「第2種公認陸上競技場」にリニューアルされた。
また、陸上競技場外周および隣接する野球場外周にかけては1,030mのジョギングコースがあり、サイドスタンド側からバックスタンド側にかけてウレタン舗装になっている。
1988年にグレート小鹿の引退記念興行が行われた。
2000年（平成12年）から2011年（平成23年）まで、毎年日本プロサッカーリーグ（Jリーグ）の公式戦を開催していた。Jリーグの組織・運営に関する基本原則を定める「Jリーグクラブライセンス制度」が施行されると、観客席数などの関係で翌2012年（平成24年）から試合は行われなくなったが、2016年（平成28年）に5年ぶりとなるJリーグ（J2リーグ）公式戦（北海道コンサドーレ札幌vs横浜FC）を開催した。なお、収容人員に関しては椅子席にコンクリートベンチ席を加えた6,458人をJリーグによる入場可能数としている。
日本陸連「第2種公認陸上競技場」の継続のため2023年度に大規模改修が行われ、改修工事の期間中、陸上競技の各大会は近隣の施設で開催される。2種公認は5年ごとに更新が必要であるが、前回の改修から20年以上が経過し、トラックの劣化などが進んでおり、検定に合格するには全面的な改修が必要とされ、ウレタン舗装のし直しなど、総工費推定8～9億円を函館市が負担して改修を行うとしている。

## 施設
- 開設期間：4月1日から11月第2日曜日まで[11]
- 面積：31,200 m²
- トラック：全天候型舗装400 m（9レーン）、20,400 m²
- インフィールド：芝生
- メインスタンド：鉄筋コンクリート地上3階建
- サイドスタンドA：盛土芝生スタンド
- サイドスタンドB：鉄筋コンクリート地上2階建
- バックスタンド：盛土芝生スタンド
- その他：管理事務室、本部室、記録室、放送室、審判室、医務室、更衣室、シャワー室、写真判定カメラ室、雨天走路、多目的広場（野球場バックネット後方）[12]

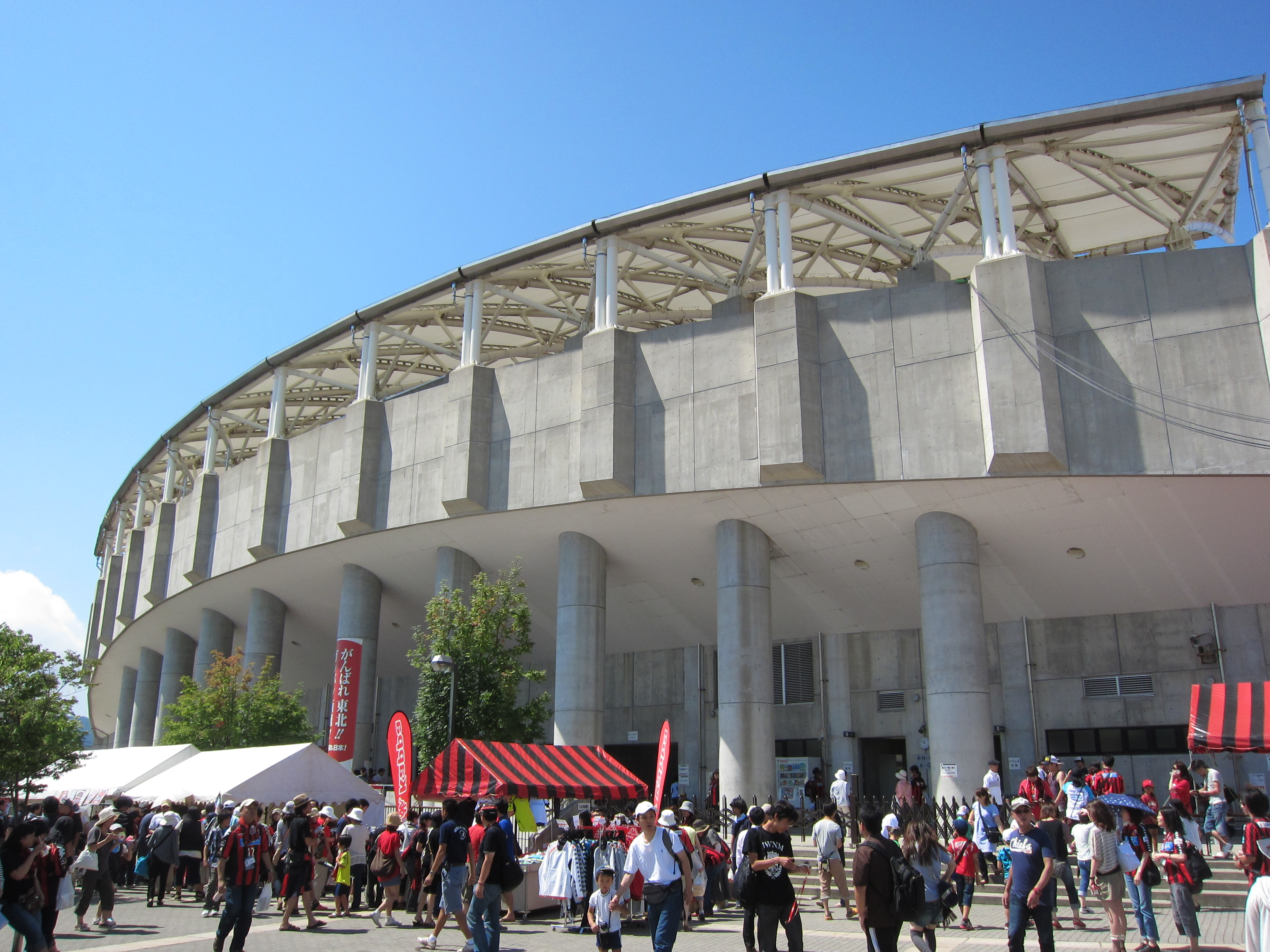
施設外観（2011年8月）
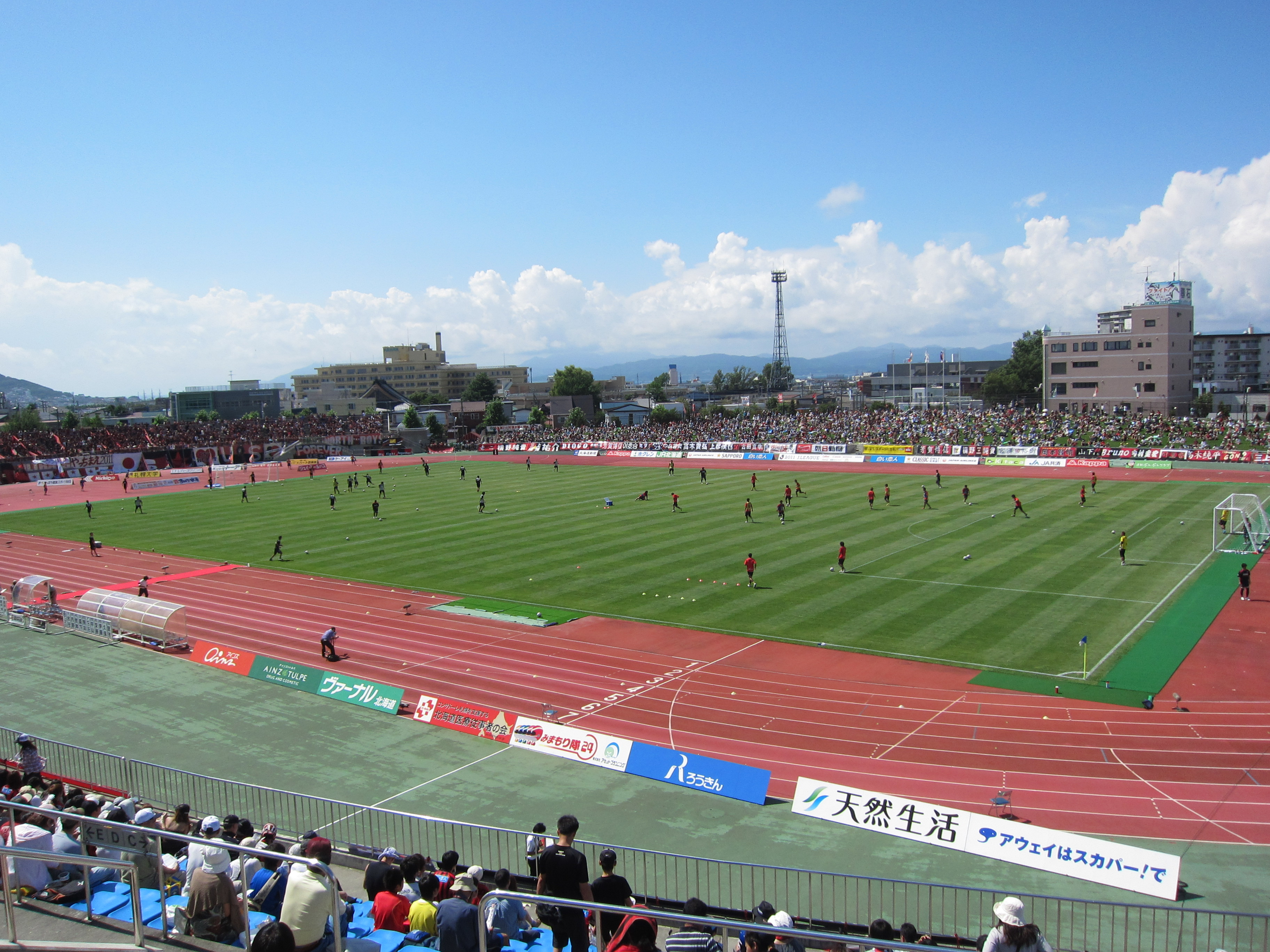
メインスタンドから見たトラック・フィールド（2011年8月）

## 参考資料
- “函館市都市公園条例”. 函館市例規集.  函館市. 2016年7月22日閲覧。
- “函館市都市公園条例施行規則”. 函館市例規集.   函館市. 2016年7月22日閲覧。